# Hygglo Birdo
Hygglo Birdo är en EP av det svenska skabandet USCB Allstars, utgiven 1998.

## Låtlista
1. "Insensitivity" - 3:17
2. "You ve Got My Number" - 3:45
3. "Brand New Age" - 3:13
4. "Rimshot" - 4:34

## Källa
- Discogs.com – Hygglo Birdo